# Medjoub Lakehal Ayat
Medjoub Lakehal Ayat (arabisch لكحل عياط, DMG Lakḥal ʿAyāṭ; * 8. März 1936 in Oued Zenati in Guelma; † 3. Juni 2006 in Genf, Schweiz) war ein algerischer Politiker, von 1981 bis 1988 Chef des militärischen Sicherheitsdienstes.

## Leben
Im Jahr 1956 trat er in der Provinz Chlef der Algerischen Nationalen Befreiungsarmee bei (siehe Algerienkrieg). Nach der Unabhängigkeit Algeriens setzte er seine militärische Laufbahn fort. 1964 trat er in die Militärakademie in Moskau ein. 1971 wurde er Ausbildungsdirektor (directeur d’instruction), von 1974 bis 1979 war er Kommandeur der 8. Panzerbrigade (8e Brigade blindée).
1981 wurde Ayat zum Chef des militärischen Sicherheitsdienstes (Sécurité militaire) ernannt, von 1987 bis 1988 war er Generaldelegierter für Prävention und Sicherheit (délégué général à la prévention et la sécurité). Im September 1989 ging er in den Ruhestand und wurde mit dem algerischen Ordre du mérite national im Range des Athir ausgezeichnet.
Er starb am 3. Juni 2006 in Genf (Schweiz) an den Folgen eines Herzinfarkts.